# Wiktor Górka
Wiktor Górka (ur. 30 listopada 1922 w Komorowicach, zm. 13 lutego 2004 w Warszawie) – polski grafik, twórca plakatów.

## Życiorys
Syn Franciszka. Do szkoły podstawowej i liceum uczęszczał w Bielsku-Białej. W 1952 uzyskał dyplom z projektowania graficznego pod kierunkiem Jerzego Karolaka w Akademii Sztuk Pięknych w Krakowie. Malarstwa uczył się również w pracowni Jerzego Nowosielskiego i Tadeusza Kantora. Po studiach przeniósł się do Warszawy.
Współtwórca polskiej szkoły plakatu. Projektował plakaty (ma ich w dorobku blisko 300), okładki książek i magazynów, znaki firmowe i druki. Od lat 50. przez blisko trzydzieści lat współpracował z największymi polskimi wydawnictwami i dystrybutorami filmów. Stworzył plakaty do takich filmów jak m.in.: Spartakus, Beatrice Cenci, Dwoje na huśtawce, Jak daleko stąd, jak blisko, Wielka ucieczka, Zmierzch bogów, Człowiek orkiestra, 2001: Odyseja kosmiczna, Kabaret, Jeździec bez głowy, Maratończyk.
W 1970 wyjechał do Hawany z grupą polskich plastyków, by prowadzić na Kubie warsztaty projektowe. Stamtąd trafił do Meksyku, gdzie pracował jako artysta i pedagog. Do połowy lat 90. prowadził zajęcia z rysunku i projektowania plakatu na prestiżowych meksykańskich uczelniach artystycznych, m.in. w San Carlos Uniwersity [UNAM].
Pochowany na cmentarzu komunalnym w Bielsku-Białej (sektor G55-2-11).

## Ordery i odznaczenia
- Krzyż Kawalerski Orderu Odrodzenia Polski (1989)[2]
- Złoty Krzyż Zasługi (22 lipca 1955)[1]

## Nagrody
- II nagroda w konkursie narodowym na plakat „Plan 6-letni” (1949)
- II nagroda w Międzynarodowym Konkursie na Plakat Filmowy w Karlovych Varach (1962)
- I nagroda w Międzynarodowym Konkursie na Plakat Turystyczny w Berlinie (1967)
- Srebrny Medal na II Biennale Polskiego Plakatu w Katowicach (1967)
- Medal a la Excelencia José Guadalupe Posada na 6. Międzynarodowym Biennale Plakatu w Meksyku (2000)

Źródło:.